# Ante Kostelić
Ante Kostelić (Zagreb, 11. kolovoza 1938.), hrvatski skijaški trener, nekada aktivni športaš i rukometni trener. Otac skijaša Ivice i Janice Kostelić.

## Rukometni igrač
U mladosti je trenirao veći broj sportova: rukomet, plivanje, skijanje, a bavio se i utrkama automobila. Dobio je nadimak "Gips", jer je bio hiperaktivan i često je lomio ruke i noge. U svakom sportu intenzivno je trenirao, odricao se i sportski živio. Najviše se bavio rukometom, nastupao je za zagrebačke rukometne klubove RK Polet, Mladost, RK Zagreb i za francuski klub ASHC "Cannes". Bio je i član skijaškog kluba "Rade Končar" i plivačkog kluba "Mladost". 
Sredinom šezdesetih, bio je čuven po svojoj upornosti i marljivosti u rukometnom klubu "Mladost". Igrao je na poziciji krila i pivota. Odlično je pucao sedmerce. Svakodnevno je uz treninge i samostalno marljivo trenirao i trčao po Sljemenu. Uvijek je bio odlično tjelesno pripremljen. Osvojio je naslov prvaka s RK Zagreb. Bio je u konkurenciji za nastup u rukometnoj reprezentaciji Jugoslavije. Na pripremnom turniru bio je najbolji strijelac, no nije igrao na službenim utakmicama, među ostalim i zato što su ga smatrali osviještenim hrvatskim domoljubom.[nedostaje izvor] Uvelike je pridonio, da ASHC "Cannes" dođe iz treće u prvu francusku rukometnu ligu. Na jednoj utakmici treće lige, postigao je sva 24 pogodaka za svoju ekipu.

## Rukometni trener
Od 1975. do 1990. godine bio je trener muških i ženskih rukometnih klubova. Trenirao je rukometne klubove: Ivanić-Grad, Osijek, Medveščak, Zagreb, Pelister iz Makedonije, RK Partizan iz Bjelovara, Željezničar, Trešnjevku i Celje. Trenirao je i ženski rukometni klub Nürnberg, ali samo tjedan dana, jer je izbacio iz ekipe ženu predsjednika kluba. Najduže se zadržao u Osijeku tri godine. Rukometašice je uveo u prvu ligu, osvojio je Kup Jugoslavije te jedno 3. i 4. mjesto u prvenstvu. Kao trener imao je vrlo intenzivne i naporne treninge, tražio je velika odricanja od svojih igrača i igračica, sve vježbe je i osobno izvodio. Bio je na raspolaganju cijeli dan, no većina sportaša, koje je trenirao nisu bili spremni na velika odricanja i sportski način života. Sukobljavao se i s upravama, jer je imao poseban stil i pristup sportu.

## Skijaški trener
Razočaran zbog nerazumijevanja igrača i uprava klubova, odlučio je napustiti rukomet i postao je skijaški trener. Trenirao je skijaške klubove "Medveščak" i "Zagreb". Predsjednik SK "Zagreb" zaposlio ga je kao kondicijskog trenera. Na samom početku, Ante Kostelić mu je rekao: "Čuj Ivo, ja sam ovamo došao napraviti svjetske šampione!". Znatno je povećao broj treninga, zbog čega su ga roditelji skijaša više puta pokušali smijeniti. Usput je trenirao i svog sina Ivicu. U početku nije imao u planu da i Janica trenira skijanje, ali kada se pokazalo, da je Janica izuzetno talentirana, onda je i nju trenirao. Nakon što je Janica postigla fenomenalne rezultate u juniorskoj konkurenciji, dobio je ponudu, da prijeđe u slovensku skijašku reprezentaciju i puno bolje uvjete, ali je odbio. Ante Kostelić imao je dugoročni plan treninga, vodio je temeljitu evidenciju i radio analize. Cijela je obitelj Kostelić dugi niz godina prošla trnovit put po skijalištima, dok nisu dobili pomoć sponzora. Kasnije su Janica i Ivica Kostelić postigli vrhunske rezultate u seniorskoj konkurenciji, pobijeđivali u Svjetskom kupu, na Olimpijskim igrama i Svjetskim skijaškim prvenstvima. Pratile su ih i vrlo teške i mnogobrojne ozljede. 

## Nagrade
- Nagrada Matija Ljubek Hrvatskog olimpijskog odbora (2001.)[2]
- Državna nagrada za šport "Franjo Bučar" (2003.)
- Nagrada Hrvatske vlade (2003.), kada je s Janicom i Ivicom, bio na prijemu kod tadašnjeg premijera Ivice Račana[3]
- Nagrada Hrvatskog skijaškog saveza za životno djelo (2021.)[4]

## Privatni život
Ante Kostelić odlično pjeva i svira gitaru. Gips se i danas prihvati gitare i zapjeva, ali nikada ga nitko nije uspio nagovoriti da to učini u društvu. Obožavao je Elvisa Presleyja, oduševljavao ga je gitarist Janko Mlinarić Truly na čije je rock koncerte uvijek išao u Budimpeštu i Beč. Još je u mladosti marljivo čitao djela svjetske književnosti i filozofije. Posebno je volio biografije vojskovođa i političara. Jako su ga zanimale knjige o sportu. Bio je najvjerniji čitatelj izdavačke kuće "Sportska tribina". Kupovao je gotovu svaku knjigu, koju su objavili, a kada nije imao novca, besplatno su mu poklonili. S obitelji Boršić, osnovao je nakladničku kuću "Stih", u kojoj povremeno radi kao urednik i autor predgovora ili pogovora.
Njegova druga supruga je Marica Kostelić. U mladosti je bila rukometašica. O njihovom životnom putu Tomislav Birtić napisao je knjigu Kostelići - cijela istina. Ante je bio trener ženske ekipe Ivanića, za koju je igrala i Marica. Malo-pomalo rodila se ljubav, a Ante se rastao od prve supruge. Iz prvoga braka ima kćer, koja se zove Hrvojka Kostelić-Swift, živi u Engleskoj i ima djecu Felixa i Katarinu.

## Unutarnje poveznice
- Janica Kostelić
- Ivica Kostelić